# Anglicko-skotská hranice

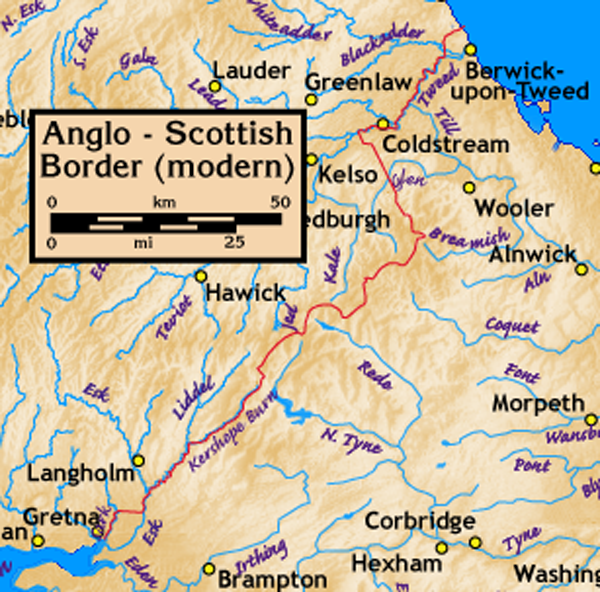
Mapa moderní hranice: Skotsko je na sever a západ a Angie na jih a východ

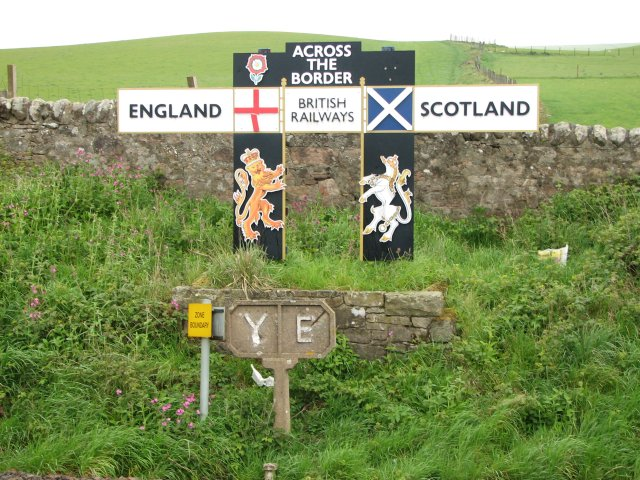
Označení hranice na trati East Coast Main Line

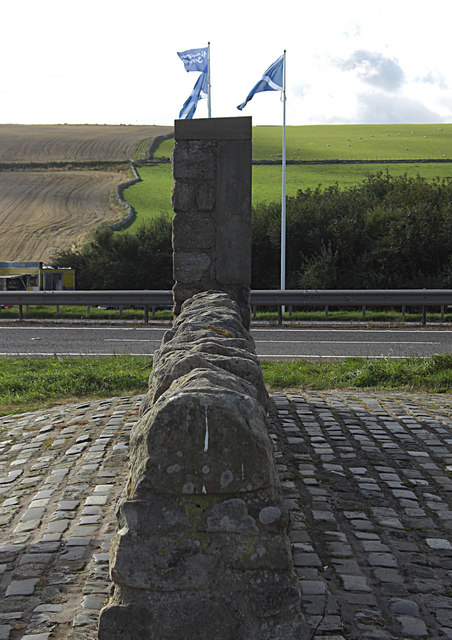
Hraniční zeď značící hranici na A1

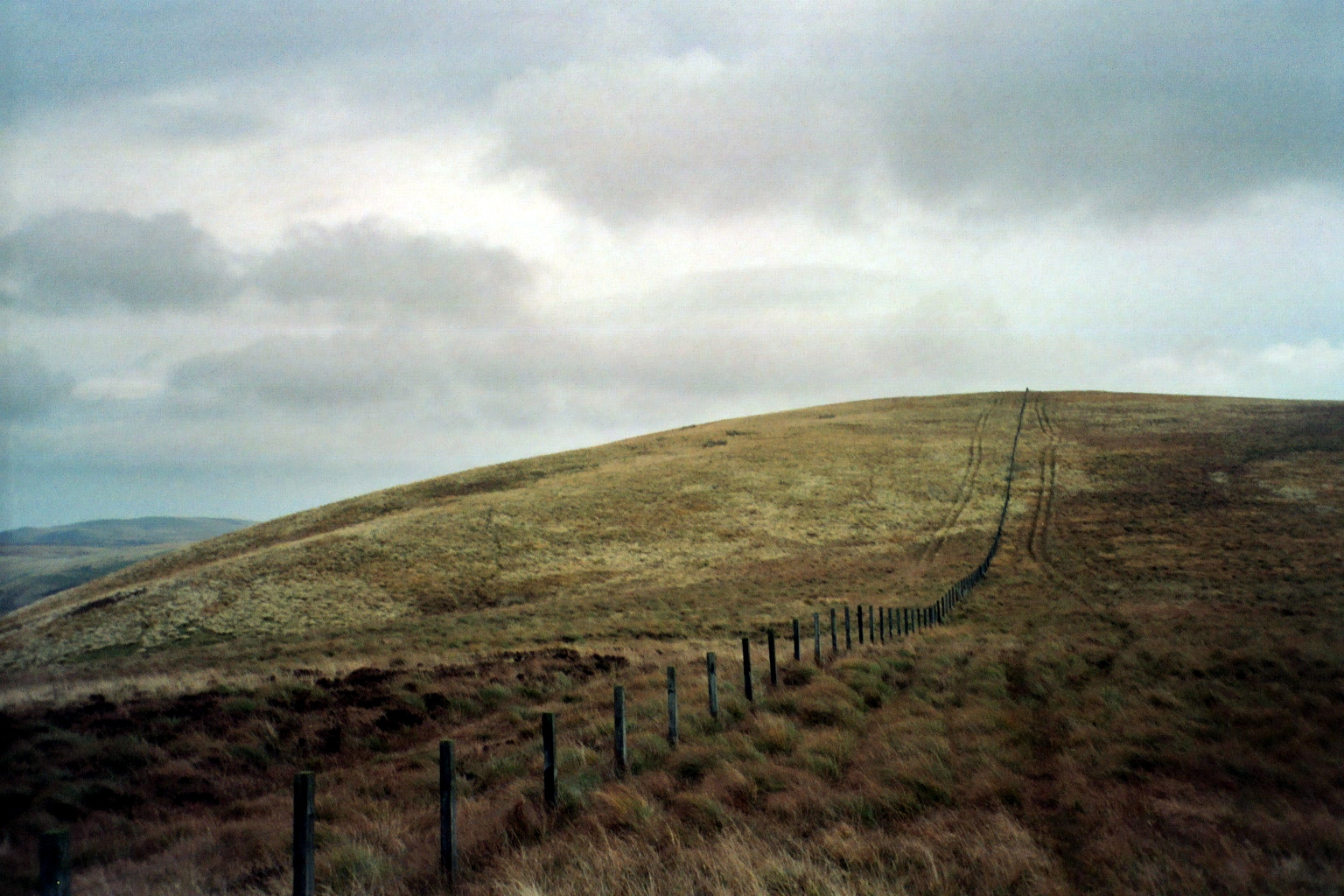
Plot označující hranici

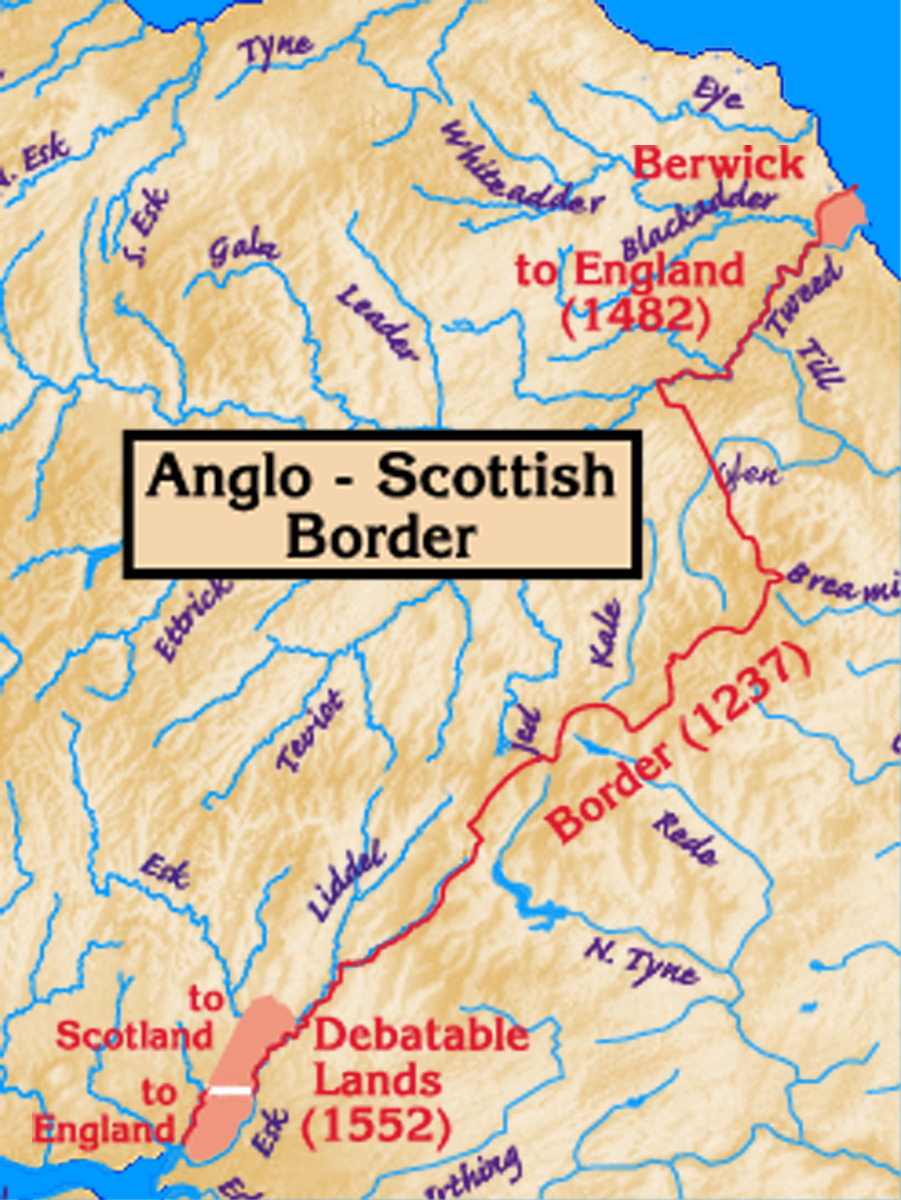
Historická hranice

Anglicko-skotská hranice (anglicky English-Scottish border, místně známá jako The Border) je oficiální hranicí a označením při vstupu mezi Skotskem a Anglií. Má délku 96 mil (154 km) mezi řekou Tweed na východním pobřeží a Solway Firth na západě. Jedná se o jedinou skotskou pozemní hranici. Anglie sdílí delší hranici s Walesem.
Ačkoliv je hranice známa odpradávna, oficiálně byla potvrzena v roce 1237, podle smlouvy mezi Anglií a Skotskem, s výjimkou malé oblasti kolem Berwicku (na SV konci hranice), která byla anektována Anglií v roce 1482. Jedná se tedy o jednu z nejstarších dochovaných hranic ve světě, i když Berwick nebyl zpočátku plně Anglií anektován. (Až do roku 1885 nebyl zahrnut pod Northumberland pro parlamentní účely).
Po staletí byla tato oblast na obou stranách hranice zatěžována bezprávím následkem přepadů, které páchali tzv. Border Reivers (pohraniční loupežníci).
I po smlouvě z roku 1707 (Treaty of Union 1707), kterou bylo Skotsko de iure spojeno s Anglií do formy Království Velké Británie, tato hranice od sebe odděluje dva do určité míry odlišné právní systémy a odlišnou jurisdikci. Tato smlouva garantovala následnost jak anglického, tak skotského práva.
Věk zletilosti je podle skotského práva 16 let, zatímco podle anglického práva se jedná o 18 let. Pohraniční obce Gretna Green, Coldstream Bridge a Lamberton byly vhodné pro uprchlíky z Anglie, kteří se chtěli oženit či vdát pod skotským právem bez publicity.
Mořská hranice byla určena podle Scottish Adjacent Waters Boundaries Order 1999 tak, že je hranicí v oblasti teritoriálních vod (do vzdálenosti 12 mil (19 km)), 0.09 km severně od hranice ropných plošin, schválených dle zákona Civil Jurisdiction (Offshore Activities) Order 1987.
Hranice je v místech silnic označena dopravními značkami, vítající cestovatele vstupující z obou stran do Skotska nebo do Anglie.

## Historie
The border country je území historicky známé jako Scottish Marches. Přiléhá k Anglicko-skotské hranici, včetně částí moderního správního členění Skotska v Dumfries a Galloway a ve Scottish Borders a v částech anglických hrabství Cumbria, Durham a Northumberland. Jedná se o kopcovité území, se skotským Southern Uplands na severu a s Cheviot Hills, kopcovitým územím tvořícím hranici mezi dvěma hrabstvími, na jihu. Od ovládnutí Anglie Normany až do úplného začlenění Skotska do Velké Británie zde proběhlo mnoho pohraničních střetů. K obraně a kontrole hraničního území se vládci obou zemí spoléhali na rody skotských a anglických hrabat s titulem Earl of March, což byly postupně čtyři panovníky do této hodnosti povýšené šlechtické rody na obou stranách. Těmto hodnostářům byly jejich úřady s rozsáhlými pravomocemi a výsadami jak ze skotské, tak z anglické strany propůjčeny dědičně až do vymření jejich rodů. Skotští i angličtí panovníci ale také ustanovili postupně velký počet vysokých úředníků zcela na nich závislých, jejichž tituly zněly Lord Warden of the Marches - v překladu "pán strážce (území) Marches". Tato komplikovaná situace trvala až do roku 1603, kdy bylo Skotsko de facto připojeno k Anglii poté, co se skotský král Jakub VI. (James VI.) po smrti královny Alžběty I. stal také anglickým králem pod jménem Jakub I. Stuart.